# Desmodium pallidum
Desmodium pallidum là một loài thực vật có hoa trong họ Đậu. Loài này được (Rose & Painter) Standl. miêu tả khoa học đầu tiên năm 1929.